# Gerd Oswald
Pour les articles homonymes, voir Oswald.
Gerd Oswald, nom d'artiste de Gerd Ornstein, est un réalisateur américain d'origine allemande, né le 9 juin 1919 à Berlin, mort le 22 mai 1989 à Los Angeles (Californie). Il est le fils du cinéaste Richard Oswald.

## Filmographie
- 1938 : Tempête sur l'Asie (assistant réalisateur)
- 1956 : Baiser mortel (A Kiss Before Dying)
- 1956 : Graine de shérif (en) (The Brass Legend)
- 1957 : Meurtrière Ambition (Crime of Passion)
- 1957 : Fureur à Showdown (en) (Fury at Showdown)
- 1957 : Valerie
- 1958 : À Paris tous les deux
- 1958 : Le Ballet du désir
- 1959 : Le Gang descend sur la ville (de) (Am Tag, als der Regen kam)
- 1960 : Le Joueur d'échecs
- 1960-1965 : Rawhide (TV)
- 1962 : Le Jour le plus long, en co-réalisation
- 1963 : Tempête sur Ceylan (Das Todesauge von Ceylon)
- 1966 : Le Mur des espions (Agent for H.A.R.M.)
- 1969 : 80 Steps to Jonah (en)
- 1971 : Bunny O'Hare
- 1975 : Bis zur bitteren Neige